# Силласте, Атс
Атс Силласте (эст. Ats Sillaste; 8 апреля 1988, Мярьямаа) — эстонский футболист, опорный и правый полузащитник, тренер.

## Биография
Воспитанник клуба «Флора» (Кехтна). Взрослую карьеру начинал в низших лигах Эстонии в клубе «Мярьямаа Компаний», затем играл в первой лиге за «Тервис» (Пярну) и за вторую команду таллинской «Флоры».
В 2008 году перешёл в «Тулевик» (Вильянди). Дебютный матч в высшей лиге Эстонии сыграл 8 марта 2008 года против «Левадии», заменив на 74-й минуте Расмуса Лухакоодера. Свой первый гол забил 30 сентября 2008 года в ворота «Флоры». Всего за два сезона в «Тулевике» сыграл 62 матча и забил 2 гола в чемпионате. С июля 2010 по июнь 2011 года играл за «Пайде ЛМ», провёл 30 матчей и забил 5 голов. Позднее выступал за клуб «Фрейя» в третьем дивизионе Норвегии. В 2012 году играл в высшей лиге Эстонии за «Калев» (Силламяэ), а в следующем сезоне — за таллинский «Калев». В 2015 году снова играл за «Пайде», с которым стал финалистом Кубка Эстонии 2014/15. По окончании сезона завершил профессиональную игровую карьеру и в дальнейшем выступал на любительском уровне.
Всего в высшем дивизионе Эстонии сыграл 185 матчей и забил 16 голов.
Выступал за сборные Эстонии младших возрастов.
С 2016 года работал тренером в системе таллинской «Флоры», в том числе в 2018—2021 годах возглавлял второй состав клуба («Флора U21»), игравший в первой лиге. Одновременно работал ассистентом тренеров молодёжной и олимпийской сборных Эстонии, главным тренером юношеской сборной. В декабре 2021 года стал ассистентом главного тренера «Пайде» Карела Воолайда, с которым ранее сотрудничал в сборной. Имеет тренерскую лицензию «А».

## Достижения
- Финалист Кубка Эстонии: 2014/15

## Личная жизнь
Брат Микк (род. 1987) также футболист, провёл более 120 матчей в чемпионате Эстонии. В ряде команд — «Флоре-2», «Тулевике», таллинском «Калеве» братья играли вместе.